# Сапожников, Самуил Григорьевич
Самуил Григорьевич Сапожников (1903, Сызрань — после 1985) — капитан 1-го ранга, первый командующий Волжской военной флотилии (периода Великой Отечественной войны), командир Учебного отряда кораблей реки Волга. В 1938—1939 годах участвовал в гражданской войне в Испании. Имел отношение к потоплению франкистского флагмана крейсера «Балеарес», разработал план по перехвату крейсера «Альмиранте Сервера», участвовал в подготовке трагического прорыва республиканского эсминца «Хосе Луис Диес» в Картахену.

## Биография
Самуил Григорьевич родился в мещанской семье. До службы в армии работал слесарем и одновременно учился на рабфаке, который окончил в 1923 году. 15 октября 1923 года поступил в Военно-морское подготовительное училище. Меньше чем через год (3 сентября 1924 года) начал учёбу в Военно-морском училище имени М. В. Фрунзе, которое закончил в 1927 году. В 1925 году вступил в ряды ВКП(б). Первым местом командирской службы оказался линкор «Марат», где Сапожников был назначен на должность помощника вахтенного начальника. В 1929 году он уже вахтенный начальник линейного корабля. С 1929 года Самуил Григорьевич переведён в штаб Морских сил Балтийского моря на должность помощника начальника 1-го отдела. В 1931 году он служит помощником начальника 2-го сектора 1-го отдела. С 1934 года уже заместитель начальника, а далее временно исполняющий должность начальника отдела боевой подготовки. Понимая, что профессиональных знаний не хватает, Сапожников поступает в Военно-морскую академию Рабоче-Крестьянской Красной Армии имени К. Е. Ворошилова и с 11 декабря 1934 года числится её слушателем. Во время учёбы, в 1936 году, ему присваивают звание капитан-лейтенант.

### Участие в гражданской войне в Испании

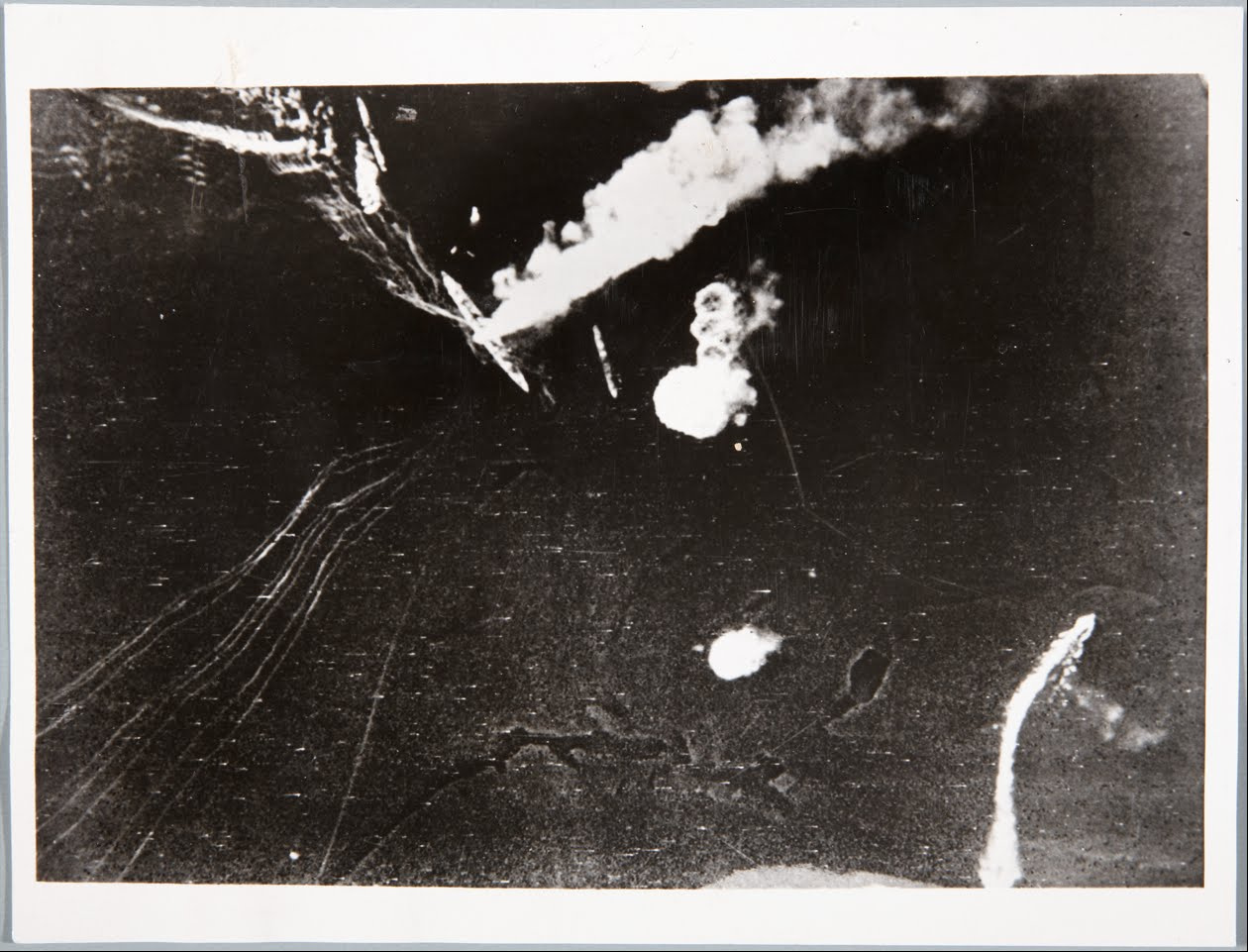
Аэро-фотосъёмка гибнущего «Балеареса»

12 января 1938 года капитан-лейтенант Сапожников, будучи слушателем академии, направлен в охваченную гражданской войной Испанию.

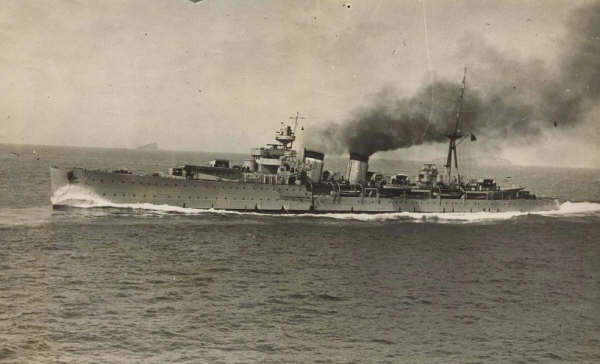
Лёгкий крейсер «Альмиранте Сервера»

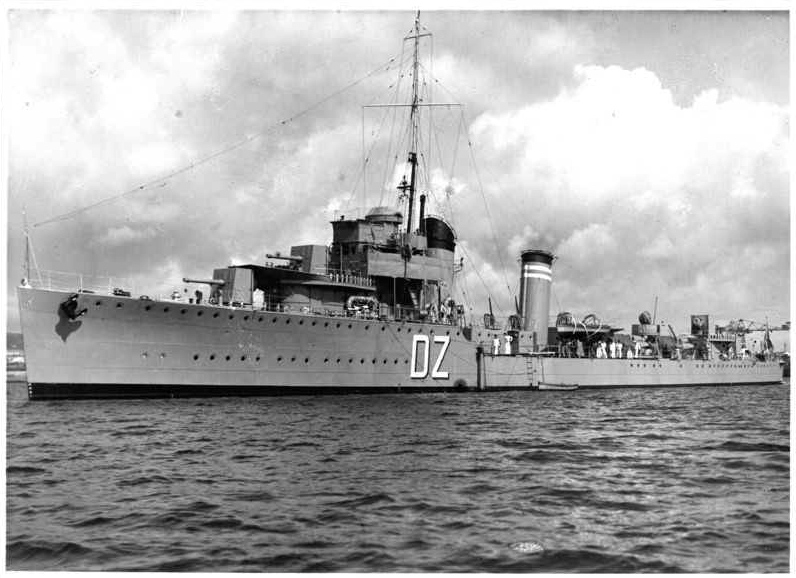
Эсминец «Хосе Луис Диес»

Изначально Сапожников должен был сменить капитана 3-го ранга Н. Е. Басистого на должности советника при начальнике Главного морского штаба Республики. Но главный военный советник комкор Г. М. Штерн предложил Сапожникову отправиться в главную военно-морскую базу республиканцев в Картахену, где в это время готовилась операция против франкистских крейсеров «Балеарес» и «Канариас». Сапожников был назначен советником на головной эсминец при командире полуфлотилии. Переводчиком при советнике состоял С. Ганкин. Советником на отряде торпедных катеров был прикомандирован Н. Каневский. В ночь на 6 марта произошло сражение у мыса Палос, в котором эскадра республиканских ВМС под командованием адмирала Луиса Убиеты уничтожила флагман националистов крейсер «Балеарес» с главнокомандующим франкистского ВМС Виерной на борту. Вскоре после этого успеха Сапожников убыл в Барселону, где сменил Н. Е. Басистого. Переводчиком при новом советнике начальника Главного морского штаба была М. С. Скваронская. Работая в штабе Сапожников обеспечивал доставку морских грузов в Барселону. В апреле Самуил Григорьевич окончил Академию с дипломом II степени и был оставлен адъюнктом. В июне 1938 года Сапожников разработал план операции по перехвату франкистского крейсера «Альмиранте Сервера». В начале августа Самуил Григорьевич был направлен во Францию для подготовки прорыва республиканского эсминца «Хосе Луис Диес» в Картахену. Эсминец проходил ремонт в Гавре и его маршрут пролегал через Гибралтарский пролив. 20 августа эсминец вышел в море. 26 августа произошёл бой с франкистской эскадрой, в результате которого повреждённый эсминец был вынужден укрыться в порту Гибралтар. В дальнейшем эсминец погиб в бою 30 декабря, экипаж был интернирован. 14 ноября 1938 года вышел указ Верховного Совета СССР о награждении группы командиров, политработников, врачей, техников, младших командиров и красноармейцев РККА «За образцовое выполнение специальных заданий Правительства по укреплению оборонной мощи Советского Союза и за выдающиеся успехи в боевой, политической и технической подготовке соединений, частей и подразделений Рабочее-Крестьянской Красной Армии». Среди награждённых орденом Красного Знамени был и С. Г. Сапожников. Вернулся Самуил Григорьевич из загранкомандировки в феврале 1939 года.

### Межвоенный период
В 1939 году ему было присвоено звание капитана 2-го ранга. В мае 1939 года Сапожников получает назначение исправляющим должность заместителя начальника управления боевой подготовки ВМФ СССР. 29 июля 1939 года его назначили заместителем начальника Управления боевой подготовки РК ВМФ. 30 ноября 1940 года ему было присвоено звание капитана 1-го ранга.

### Великая Отечественная война
После начала Великой Отечественной войны на реке Волга был создан Учебный отряд кораблей. 17 июля 1941 года Сапожникова назначили на должность начальника штаба отряда. 9 сентября его вновь назначили заместителем начальника Управления боевой подготовки, но 24 сентября назначение было отменено. Основной задачей Учебного отряда была подготовка и переподготовка кадров для Военно-морского флота. По довоенным планам бассейн реки Волга был глубоким тылом, в котором не планировалось создания боевых подразделений для действий на территории волжского бассейна. Но в связи с катастрофическим развитием событий в первые месяцы войны 27 октября нарком ВМФ приказал сформировать на базе Учебного отряда Волжскую-военную флотилию. Капитан 1-го ранга С. Г. Сапожников стал первым командующим вновь образованной флотилии — он занимал эту должность с 28 октября по 10 ноября 1941 года, когда его сменил контр-адмирал С. М. Воробьёв. По 7 ноября Сапожников был начальником штаба флотилии, а с 6 декабря — он на должности начальника штаба 3-й бригады речных кораблей Волжской военной флотилии. 28 января 1942 года его перевели на должность начальника штаба 1-й бригады речных кораблей. 12 февраля 1942 года Сапожников получил назначение на должность начальника управления подготовки и комплектования ВМФ. 29 ноября 1944 года Самуила Григорьевича назначили начальником отдела подготовки и комплектования Черноморского флота. В этой должности с 29 декабря 1944 года по 9 мая 1945 года он входил в состав действующей армии. 22 августа 1945 года Самуил Григорьевич был награждён орденом Отечественной Войны I степени за подготовку и комплектование рядовым и старшинским составом кораблей Черноморского флота, участвовавших в операциях по освобождению Болгарии и Румынии.

### После войны
В 1947 году Сапожников вступил в должность первого заместителя начальника тыла Черноморского флота, а в 1949 году он приступил к обязанностям начальника тыла 7-го Военно-морского флота. 1 ноября 1951 года Самуила Григорьевича отстранили от занимаемой должности и направили в распоряжение Управления кадров Военно-морских сил. 26 декабря 1951 года он получил назначение на должность начальника учебной части военно-морского факультета Высшей военной академии имени К. Е. Ворошилова. 17 января 1953 года Сапожникова перевели заместителем начальника артиллерийского факультета по учебно-строевой части 2-го Балтийского высшего Военно-морского училища. С 26 февраля он находился под следствием и под этим предлогом 10 марта его зачислили на особый учёт Управления кадров ВМС. 29 апреля главком ВМС отменил зачисление на особый учёт. 5 сентября 1953 года Самуила Григорьевича Сапожникова уволили в запас по болезни с правом ношения военной формы. Последней военной наградой Самуил Григорьевич был награждён 6 ноября 1985 года.

## Награды
- орден Ленина — 1949 год (за выслугу лет)[13];
- орден Красного знамени — 1938 год, 22 июля[15] и 3 ноября 1944 год[7];
- орден Отечественной войны I степени — 22 августа 1945 года[12];
- орден Отечественной войны II степени — 6 ноября 1985 года[14];
- орден Красной Звезды — 1943 год[12];